# Brachymeria subrugosa
Brachymeria subrugosa är en stekelart som beskrevs av Blanchard 1942. Brachymeria subrugosa ingår i släktet Brachymeria och familjen bredlårsteklar. Inga underarter finns listade.